# (33672) 1999 JU99
1999 JU99 (asteroide 33672) é um asteroide da cintura principal. Possui uma excentricidade de 0.10777970 e uma inclinação de 14.82731º.
Este asteroide foi descoberto no dia 12 de maio de 1999 por LINEAR em Socorro.